# Joana II de Navarra

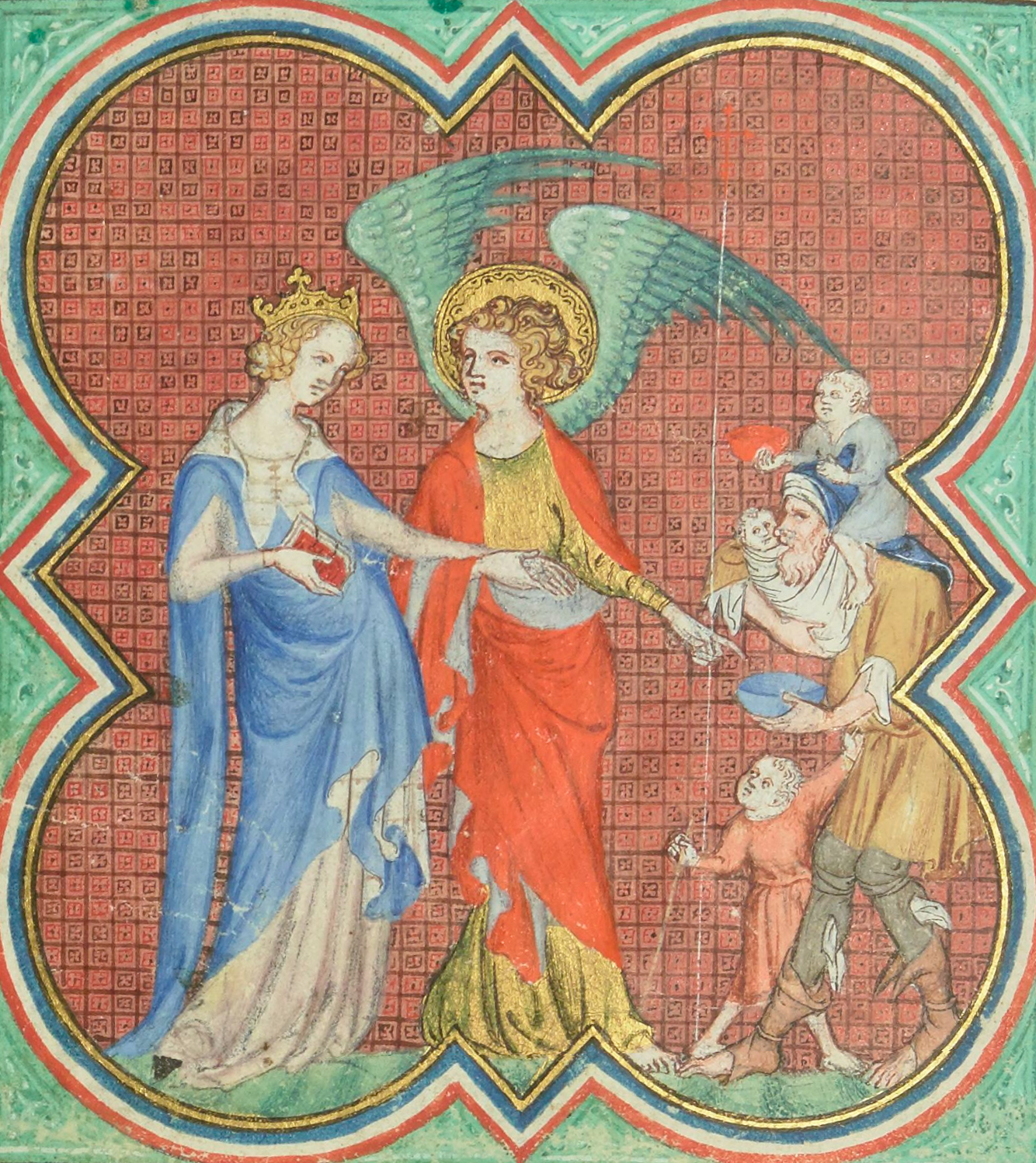
Representació de Joana II (esquerra)

Joana II de Navarra o Joana de França (Conflans, Regne de França, 1311 - íd. 6 d'octubre de 1349) fou princesa del Regne de França i reina de Navarra (1328-1349).

## Orígens familiars
Filla del rei Lluís X de França i de la seva primera esposa Margarida de França. Per línia paterna era neta de Felip IV de França i Joana I de Navarra, i per línia materna del duc Robert II de Borgonya i Agnès de França. Fou germana, per part de pare, del també rei Joan I de França.
El matrimoni entre Joana II de Navarra i Felip d'Evreux, fill de Lluís d'Evreux i Margarida d'Artois, i net de Felip III de França, es va realitzar a Conflans el 18 de juny de 1318, quan encara eren infants. Varen començar a fer vida en comú el 1325, i el mateix any varen tenir la seva primera filla Joana.
D'aquesta unió nasqueren:
- la infanta Joana Evreux (1325-1387),[2] religiosa a l'abadia de Longchamps. El 1329, els seus pares la varen comprometre en matrimoni amb Pere el Cerimoniós a fi d'establir una aliança que assegurés la pau amb Aragó. Quan va entrar com a religiosa, va renunciar a tots els seus drets dinàstics, i el compromís amb Pere va passar el 6 de gener de 1336 a la seva germana Maria.[3]
- la infanta Maria de Navarra (1330-1347), casada el 1338 amb Pere III el Cerimoniós, un cop va renunciar la seva germana gran als drets i al compromís amb Pere.
- la infanta Blanca d'Evreux (1331-1398), casada el 1328 amb Felip VI de França
- l'infant Carles II de Navarra (1332-1387), rei de Navarra
- la infanta Agnès de Navarra (1334-1396), casada el 1349 Gastó III de Foix
- l'infant Felip de Navarra (1336-1363), comte de Longueville, casat amb Iolanda Dampierre
- la infanta Joana de Navarra, també coneguda com a Joana "la jove" (1339-1403), casada el 1373 amb Joan I, vescomte de Rohan.
- l'infant Lluís de Navarra (1341-1372), comte de Beaumont-le-Roger

## Ascens al tron
A la mort del seu pare el 1316 i del seu germanastre Joan I, també el 1316, ambdós reis de França i Navarra, Joana II fou exclosa de la successió, per dubtes sobre la seva paternitat. Els seus oncles, el rei Felip V de França i II de Navarra i Carles IV de França i I de Navarra, la van precedir al tron de Navarra. A la mort d'aquest últim fou nomenada reina de Navarra el 13 de març de 1328, sent desplaçada del tron francès pel seu oncle Felip de Valois.
Si bé el tron navarrès no impedia la possibilitat d'heretar el regne a les dones fou desplaçada del tron francès per diverses raons legals, la més clara fou la invocada per Felip de Valois, la llei sàlica.
Per poder esdevenir reina de Navarra hagué de firmar un tracte amb el nou rei de França mitjançant el qual ella renunciava als seus drets a la corona francesa així com els estats de la seva família: el comtat de Xampanya i Brie, els quals passaren a formar part de la corona francesa. En compensació rebé el comtat d'Angulema i Mortain. Posteriorment intercanvià el d'Angulema per altres comtats menors. Així mateix signà un compromís de matrimoni de la seva filla Blanca amb el nou rei francès.

## Vida política
Tot i que el seu matrimoni amb Felip d'Evreux va ser el 1318, aquest no fou nomenat rei de Navarra fins al 5 de març de 1329, com a Felip III, i governà conjuntament amb la seva dona. Ambdós van romandre, inicialment, a la cort de París, delegant la seva autoritat en representants francesos residents a Pamplona, com el seu governador Henri de Sully o el seu canceller Philippe de Melun.
En el seu regnat es consoliden les Corts de Navarra o els Tres Estats formats pel clergat, la noblesa i la burgesia. Van protegir la burgesia urbana per davant de la petita noblesa. Milloraren l'administració, actualitzaren els registres i van realitzar un apèndix als Furs, l'Amejoramiento de Felipe III.
Els reis van mantenir molt bones relacions amb les corones de França i Castella. Felip III va participar en una de les croades contra el rei musulmà de Granada el 1343, on morí a Algesires. Joana II llavors es va fer càrrec del regne fins a la majoria d'edat del seu fill Carles II de Navarra.
Joana II morí el 1349 i fou enterrada a la basílica de Saint-Denis, a la capital francesa.